# Hyposidra anaugeta
Hyposidra anaugeta là một loài bướm đêm trong họ Geometridae.